# Leah Rowe
Leah Rowe est une informaticienne, militante du logiciel libre et des droits des personnes transgenres britannique. Elle est notamment la fondatrice du projet de BIOS libre Libreboot. Elle est également la fondatrice de Minifree (abréviation de Ministry of Freedom), société vendant des ordinateurs avec GNU/Linux et Libreboot pré-installés,. Elle participe à la défense des personnes transgenres, l'étant elle-même, et a fondé le site transit.org.uk. Elle utilise Debian avec l'éditeur de texte Vim.